# Bauhinia malacotrichoides
Bauhinia malacotrichoides är en ärtväxtart som beskrevs av John Macqueen Cowan. Bauhinia malacotrichoides ingår i släktet Bauhinia och familjen ärtväxter. Inga underarter finns listade i Catalogue of Life.